# Jan (Ziziulas)
Jan, imię świeckie Joanis Ziziulas (gr. Ιωάννης Ζηζιούλας, ang. John Zizioulas; ur. 10 stycznia 1931 w Kozani, zm. 2 lutego 2023 w Atenach) – prawosławny metropolita Pergamonu, prezydent Akademii ateńskiej i teolog. Był współprzewodniczącym Międzynarodowej Komisji Wspólnej ds. Dialogu między Kościołem Katolickim i Wschodnimi Kościołami Prawosławnymi.

## Studia i kariera uniwersytecka
W latach 1950–1955 przyszły metropolita studiował w Uniwersytecie w Salonikach i w Atenach. W 1955 przez rok studiował w Ekumenicznym Instytucie w Bossey. W latach 1960–1964 odbywał studia doktoranckie pod kierunkiem teologa prawosławnego ks. Gieorgija Fłorowskiego, będąc członkiem Centrum Studiów Bizantologicznych Dumbarton Oaks (Georgetown, Washington, D.C.), afiliowanego do Uniwersytetu Harvarda. Od 1964 był asystentem w katedrze Historii Kościoła w Uniwersytecie ateńskim. W 1965 uzyskał stopień doktora na podstawie pracy: Eucharystia, Biskup, Kościół: jedność Kościoła w Boskiej Eucharystii. Biskup w okresie pierwszych trzech wieków. Sześć lat później zaczął pracę jako wykładowca patrystyki w Uniwersytecie edynburskim, gdzie wykładał przez trzy lata (1970–1973). Następnie przeniósł się do Uniwersytetu w Glasgow, gdzie przez czternaście lat prowadził katedrę teologii systematycznej. W tym samym czasie był wizytującym wykładowcą w Instytucie Badawczym Teologii Systematycznej londyńskiego King’s College. W 1984 przyjął stanowisko profesora dogmatyki w Szkole Teologii w Salonikach, kontynuując wykłady w Wlk. Brytanii jako wizytujący profesor. W 1986 wstąpił w stan duchowny. Tego roku otrzymał święcenia diakońskie, prezbiterat, a następnie został ustanowiony arcybiskupem w ramach Patriarchatu Konstantynopola i tytularnym  metropolitą Pergamonu. Święcenia biskupie przyjął 22 czerwca 1986 w patriarszej cerkwi św. Jerzego w Konstantynopolu z rąk metropolity Miry Licejskiej Chryzostoma. W 2002 został przewodniczącym Akademii ateńskiej. W latach 2006–2007 był członkiem Świętego Synodu Patriarchatu Konstantynopolitańskiego. Był współprzewodniczącym Międzynarodowej Komisji Wspólnej ds. Dialogu między Kościołem Katolickim i Wschodnimi Kościołami Prawosławnymi.
W czerwcu 2016 uczestniczył w Soborze Wszechprawosławnym na Krecie.